# Трофалаксис

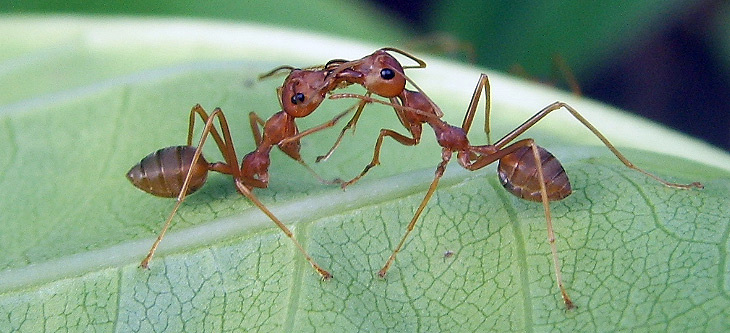
Трофалаксис в Азійсько-Австралійських мурах-ткачів Oecophylla smaragdina, Таїланд

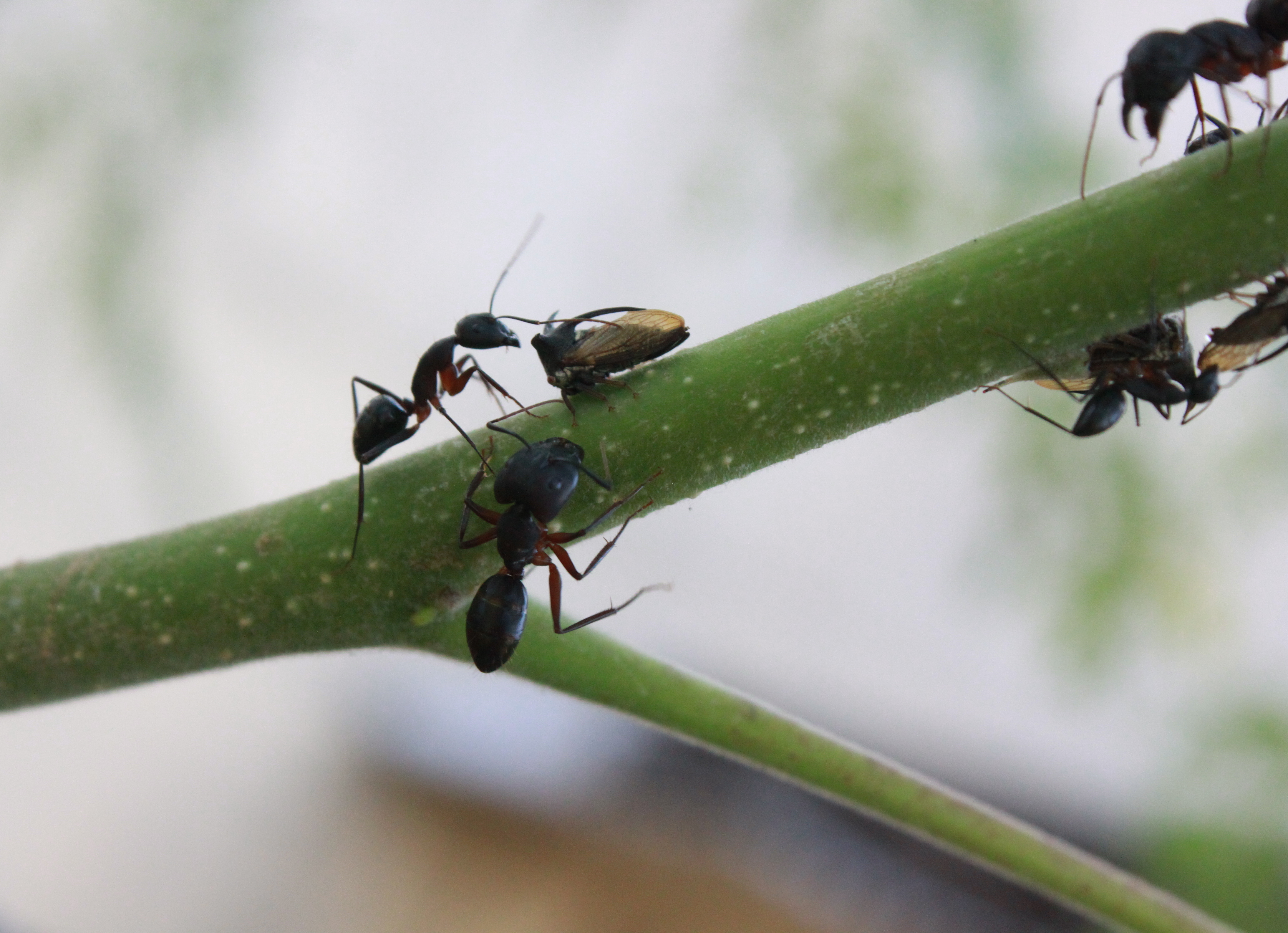
Трофалаксис в мурах виду Myrmecocystus mexicanus, які харчуються медом. Деякі особини пристосовані до його запасання у своєму черевці і виконують функцію медових сховищ

Трофалаксис — процес передачі їжі чи виділень залоз серед членів общини шляхом відригування (стомодеальний трофалаксис) чи шляхом екскреції через анальний отвір (проктодеальний трофалаксис). Цей процес особливо розвинений в суспільних комах, наприклад в мурах, термітів, ос і бджіл.
Термін був запропонований ентомологом Уіллер Вільямом Мортоном Уіллером (англ. William Morton Wheeler) в 1918 році. В минулому такий вид поведінки використовувався для підтримки теорій про виникнення соціальності в комах.
У мурах члени колонії запасають їжу в черевці й діляться нею з іншими членами та личинками колонії.
У термітів і тарганів, проктодеальний трофалаксис критично важливий для заміни ендосимбіонтів кишечнику, які втрачаються після кожної линьки. Деякі хребетні, наприклад сірі вовки та птахи також годують молодняк шляхом трофалаксису. Трофалаксис слугує основним засобом комунікації в мурах та бджіл. В деяких видів мурах він може відігравати роль в ідентифікації членів колонії.